# Ясек-Птасек
Я́сек-Пта́сек (пол. Jasiek-Ptasiek) — призрак или дух в польской мифологии, обитающий под Птичьей горой (пол. Ptasia Góra) (горой Смолной (пол. Smolna)) в Судетах, в лесу близ деревни Покшивно (пол. Pokrzywno) недалеко от города Поляница-Здруй.

## История
Легенда о Ясеке-Птасеке — интересная тема в польской народной культуре. Во второй половине XVII века жил человек по имени Йохан Шмидт. Он был пивоваром и владельцем таверны в Клодзко, которая поддерживала винные традиции с 1418 года. Сегодня на месте этой таверны находится банк. По неизвестным и недоказанным причинам Йохан был проклят и обманут, получил инсульт и скончался. На похоронах в гробу тела не оказалось. Как выяснилось позже, за сто гульденов некий клодзкий палач засунул Йохана в кожаный мешок и уволок в лес близ Покшивно. С тех самых пор в том лесу появился так называемый в народе Ясек-Птасек, особенно часто его замечали в районе гор Птичья и Ломницка Рувния (пол. Łomnicka Równia). Он пугает людей, проходящих мимо, вредит им, озорничает. Со времён Кладского графства в народе ходило много рассказов о встречах с Ясеком-Птасеком.

## Интересные факты
- В Польше выпускается пиво под названием «Ясек-Птасек».